# Charles Ollivon
Charles Ollivon (* 11. května 1993, Saint-Pée-sur-Nivelle) je ragbista hrající za francouzskou reprezentaci a francouzský klub Toulon. Jeho preferovaná pozice je pravý rváček. Může hrát i jako vazač nebo druhořadník. V roce 2023 vyhrál s Toulounem European Rugby Challenge Cup. 
V roce 2023 byl vybrán světovou ragbyovou asociací do nejlepší sestavy světa. Zúčastnil se MS 2019 a MS 2023. Na Six Nations 2020 si připsal nejvíce pětek (4). V tom samém roce byl kapitánem Francie, než se v roce 2021 vážně zranil.